# Krottorf
Krottorf is een plaats in de Duitse gemeente Gröningen in de Landkreis Börde in de deelstaat Saksen-Anhalt. De plaats telt 484 inwoners (2008).